# Nationalpark Virunga
Der Nationalpark Virunga (französisch Parc national des Virunga) ist ein 7835 km² großer Nationalpark im Nordosten der Demokratischen Republik Kongo an der Grenze zu Ruanda und Uganda. Ebenso wie der Vulkan-Nationalpark in Ruanda entstand der Virunga-Nationalpark 1969 aus der Teilung des bereits seit 1925 bestehenden Albert-Nationalparks. Es handelt sich damit um Afrikas ältesten Nationalpark. Direktor des Parks ist der Belgier Emmanuel de Merode, Chef-Ranger Innocent Mburanumwe.
Aufgrund der großen Höhenunterschiede sind Flora und Fauna im Nationalpark sehr vielfältig. Bekannt ist der Virunga-Nationalpark vor allem durch die hier vorkommenden Berggorillas. Der Nationalpark steht seit 1994 auf der Roten Liste des gefährdeten Welterbes.

## Geographie
Der schon 1925 gegründete und somit älteste Nationalpark Afrikas befindet sich direkt östlich der großen Zentralafrikanischen Schwelle und größtenteils im langgestreckten Großen Afrikanischen Grabenbruch. Er erstreckt sich auf bis zu 300 km Länge und 150 km Breite vom Kiwusee über die Virunga-Vulkane und den Eduardsee bis in die Grabenbruch-Gegend nördlich des schneebedeckten Ruwenzori-Gebirges. Der Park erstreckt sich von Flachland im Norden (798 m) bis ins Gebirge, einschließlich des Margherita Peak mit einer Höhe von 5.109 m. Der Jahresniederschlag variiert von 500 mm am Albertsee bis zu 3000 mm in den Mondbergen. Wichtige Flüsse sind der Semliki im Norden, und der Ishasha und der Rutshuru im Süden.
Der Virunga-Nationalpark grenzt auf einer Länge von etwa 50 km an den Vulkan-Nationalpark in Ruanda, auf etwa 45 Kilometern an den Rwenzori-Mountains-Nationalpark und auf einigen wenigen Kilometern an den Mgahinga-Gorilla-Nationalpark, letztere beide in Uganda. Durch die gemeinsamen Grenzen bilden die vier Parks ein zusammenhängendes Schutzgebiet.

## Geschichte

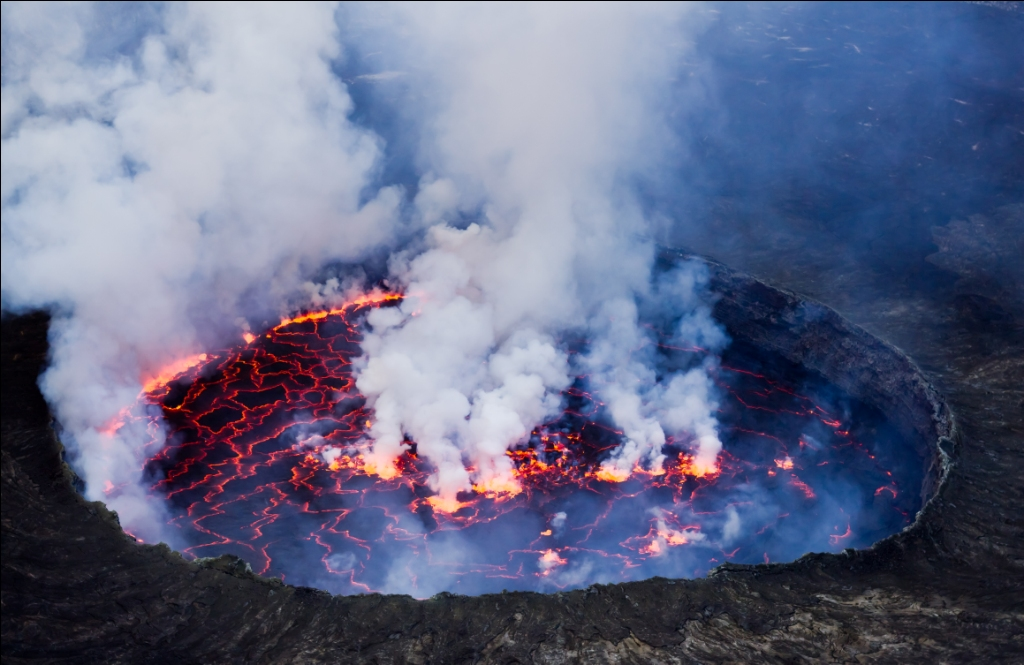
Lavasee des Vulkans Nyiragongo

### Albert-Nationalpark
Der Vorgänger des Virunga-Nationalparks, der Albert-Nationalpark, wurde bereits 1925 eingerichtet und war damit der erste Nationalpark Afrikas. Zunächst wurde nur ein kleines Gebiet um Karisimbi, Visoke und Mikeno als Nationalpark erklärt, um die hier lebenden Gorillas vor Wilderei zu schützen. Bereits 1929 wurde der Park durch die Kolonialmacht Belgien um weitere Gebiete in Ruanda-Urundi und Belgisch Kongo erweitert. Der Park wuchs damit auf eine Fläche von 8090 km².

### Teilung und Kriegszustand
Nach der Unabhängigkeit des Kongos wurde der Albert-Nationalpark 1969 geteilt. Es entstanden der Vulkan-Nationalpark in Ruanda und der Virunga-Nationalpark in der DR Kongo. Seit 1979 ist der Nationalpark Weltnaturerbe der UNESCO. Der Park umfasst eine der Regionen mit der größten Artenvielfalt Afrikas. Seit 1994 steht er auf der Roten Liste des gefährdeten Welterbes. Grund dafür war die riesige Flüchtlingswelle, die damals nach dem Völkermord in Ruanda in die Region drängte. Der Bedarf an Feuerholz und Nahrung von fast einer Million Menschen, die in Camps innerhalb des Parks Zuflucht suchten, bedrohte den Bestand des Parks in seiner Gesamtheit. Mehr als 600 Tonnen Holz wurden in dieser Zeit am Tag geschlagen und über 9000 Nilpferde geschlachtet. Im Flachland wurde von den Flüchtlingen Land für Siedlungen und Ackerbau gerodet. Die zum Schutz abgestellten Soldaten beteiligten sich zum Teil selbst an Wildereien. Die Berggorillas blieben von den Unruhen weitgehend verschont, da sich ihr Lebensraum vor allem hoch an den Berghängen befindet.
Im Jahr 2020 gibt es nach Schätzungen noch 90.000 Siedler auf dem Gebiet des Parks. Mehrere bewaffnete Gruppen operieren seit dem Ende des Zweiten Kongokrieges dort, zu deren Bekämpfung wiederum die kongolesische Armee 2006 bis zu vier Brigaden in der Region zusammengezogen hatte. Auch nach dem offiziellen Ende des Krieges 2002 finden immer wieder bewaffnete Auseinandersetzungen statt.
2008 wurde der belgische Dokumentarfilmer Emmanuel de Merode Leiter des Nationalparks.
Nach mehreren tödlichen Zwischenfällen und Entführungen erfolgte am 4. Juni 2018 die Schließung des Nationalparks Virunga für Touristen. Als der Park im Februar 2019 wiedereröffnet wurde, setzte sich die Gewalt gegen die Ranger fort. Bis zum März 2019 ließen über 170 der 700 Ranger des Parks ihr Leben. Ende April 2020 wurden bei einem Angriff auf einen Konvoi in der Nähe der Parkverwaltungszentrale in Rumangabo bis zu 18 Menschen erschossen, darunter etwa ein Dutzend Ranger. Nach Angaben der kongolesischen Naturschutzbehörde ICCN ging der Überfall von der Rebellengruppe FDLR aus. Die Miliz finanziert ihre Aktivitäten unter anderem durch illegalen Holzkohlehandel.

## Flora und Fauna

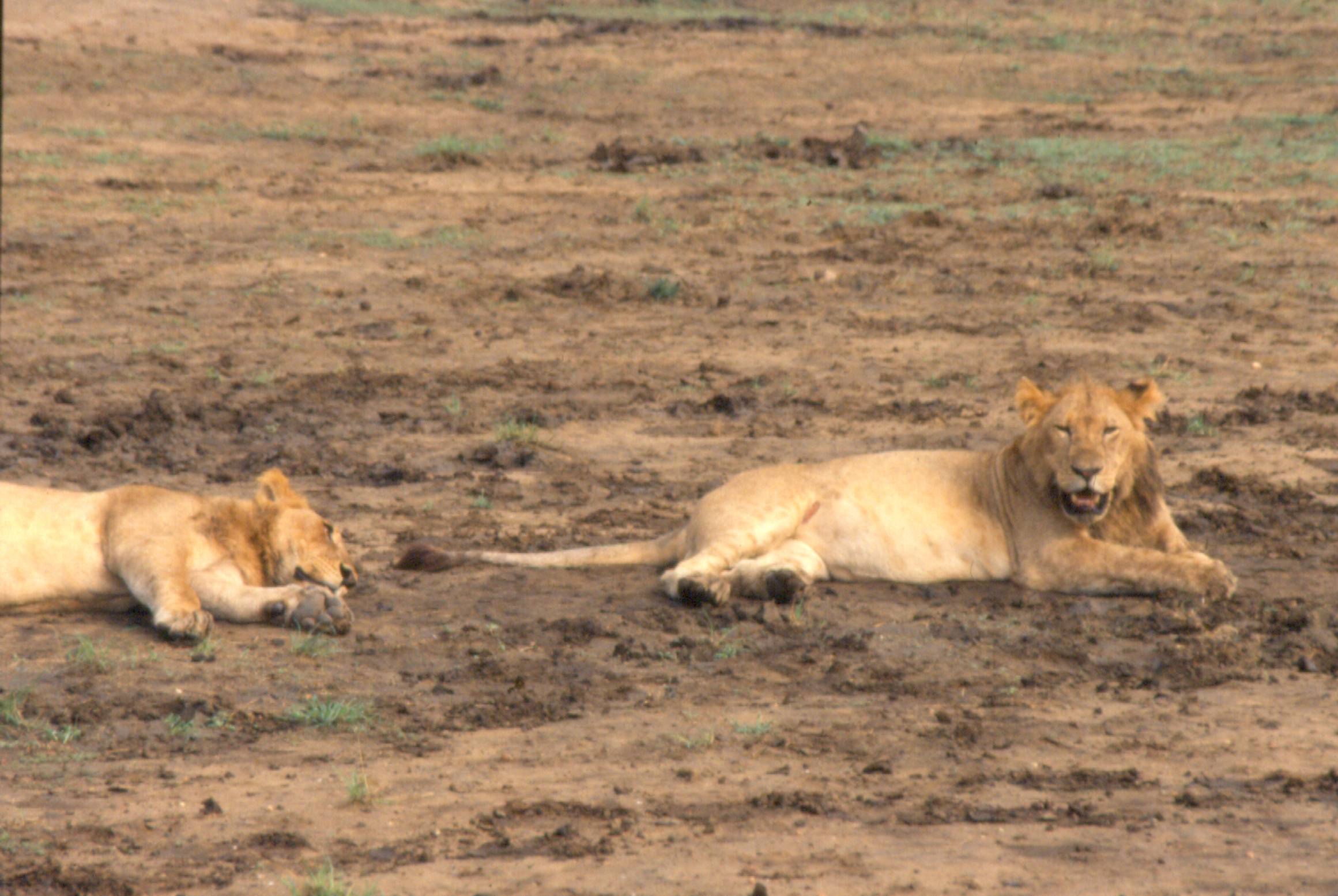
Zwei Löwen im Nationalpark nahe Rwindi

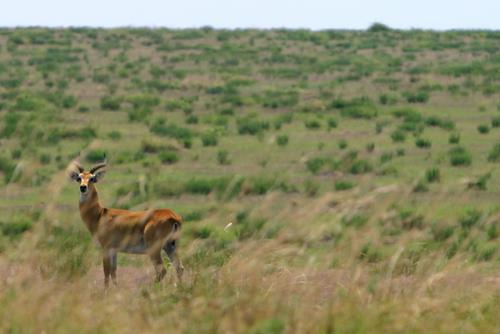
Kobantilope im Nationalpark

Die Vegetation variiert von afroalpinen, nahezu unbewachsenen Zonen bis zu Galeriewäldern. Es gibt ausgedehnte Grasflächen, Baumsavannen, stellenweise auch Lavafelder und äquatorialen Regenwald. Die Seen innerhalb des Nationalparks dienen den Tieren als ständige Tränke.
Am bekanntesten sind die im Park lebenden sehr seltenen Berggorillas. Trotz des Bürgerkrieges und der Flüchtlingswellen blieb die Population zwischen 1994 und 2004 weitgehend stabil. Neben den Berggorillas finden sich aber noch weitere seltene Tierarten im Park. Im Jahr 1901 wurde hier das erste Okapi entdeckt. 2006 wurden erstmals seit 1959 wieder Okapi-Spuren im Park gesehen, 2008 gelangen erste Kamera-Aufnahmen von Okapis. Des Weiteren lebt noch eine unbekannte Anzahl von Waldelefanten im Park; sie wandern zwischen Uganda, dem Kahuzi-Biega- und dem Virunga-Nationalpark. Daneben gibt es Giraffen, verschiedene Büffel sowie mehrere endemische Vogelarten.
Neben diesen Raritäten leben 22 weitere Großsäugerarten (>20 kg) im Park. Darunter finden sich typische Arten der zentralafrikanischen Regenwälder, wie Schimpanse, Bongo, Gelbrückenducker, Schwarzrückenducker, Riesenwaldschwein und Pinselohrschwein, aber auch echte Savannentiere, wie Löwe, Hyäne, Topi, Wasserbock, Uganda-Grasantilope, Gemeiner Riedbock, Warzenschwein, Anubispavian und Stachelschwein. Daneben gibt es auch anpassungsfähige Arten, wie Leopard, Buschbock und Buschschwein, die verschiedenste Lebensräume besiedeln. Die Sitatunga-Antilope bewohnt die Sumpfgebiete des Parks.

## Wilderei und Naturschutz
Der Park beschäftigt über 730 Ranger, die zu großen Teilen bewaffnet sind (Stand 2018). Es gelang in den voran gegagenen Jahren die Zahl der Ranger zu steigern und den Job attraktiv für jüngere Personen zu machen.
Die Ranger im Nationalpark wurden in die politischen Konflikte der Region verwickelt. Die Rebellen hätten jeglichen Dialog mit den Nationalparkrangern der ICCN verweigert, berichtete ein Mitarbeiter der Zoologischen Gesellschaft Frankfurt (ZGF), und begonnen, deren Posten anzugreifen. Obwohl im Laufe des Bürgerkrieges mehr als 100 Ranger im Dienst getötet wurden und die Bezahlung sehr unregelmäßig erfolgte, sind die Ranger im Virunga-Nationalpark laut ZGF engagiert und von ihrer Sache überzeugt. Die Bedrohung für die Ranger nahm demnach ab 2006 massiv zu. Damals forderten die Ranger eine Kooperation mit der Mission der Vereinten Nationen für die Stabilisierung in der Demokratischen Republik Kongo, MONUSCO.
2006 bildete die ZGF mit finanzieller Unterstützung der EU, der UNESCO und des US Fish and Wildlife Service 480 Ranger in Virunga aus. Doch diese Ranger sehen sich Wilderern im Verhältnis 5:1 gegenüber, die teilweise mit Maschinengewehren und Panzerfäusten bewaffnet sind. Die Ranger sind generell schlecht mit Ausrüstung und Essen versorgt und erhalten unregelmäßig ihr Gehalt. Über 200 von ihnen sind mittlerweile (2020) ums Leben gekommen.
Im überwiegenden Teil des Nationalparks wurden Konzessionen für Erdöl ausgegeben. Die britische Firma Soco International ist eine der Firmen, die Konzessionen erhalten haben. Obwohl lokale Gesetze umweltschädliche Aktivitäten in Schutzgebieten verbieten, nutzte die Explorationserlaubnis von Soco eine Ausnahmeregelung für „wissenschaftliche“ Aktivitäten. Aufgrund öffentlichen Drucks stellte Soco International 2014 seine Aktivitäten im Nationalpark ein.